# Арзун
Арзун (араб. أرزون‎) — деревня в Ливане, на территории мухафазы Южный Ливан. Входит в состав района Сур.

## География
Деревня находится в юго-западной части Ливана, к югу от реки Литани, на расстоянии приблизительно 14 километров к востоку-северо-востоку (ENE) от города Сур, административного центра района. Абсолютная высота — 508 метров над уровнем моря.

## Климат
Климат характеризуется как средиземноморский, с жарким летом (Csa  в классификации климатов Кёппена). Среднегодовая температура воздуха составляет 18,9 °C. Средняя температура самого холодного месяца (января) составляет 11,7 °С, самого жаркого месяца (августа) — 25,9 °С. Расчётная многолетняя норма осадков — 827 мм. Наибольшее количество осадков выпадает в период с октября по апрель.

## Транспорт
Ближайший аэропорт расположен в израильском городе Кирьят-Шмона.